# Tour de Mayen
Der Tour de Mayen ist ein 2327 m ü. M. hoher Berg aus Kalkstein in den Waadtländer Voralpen, nördlich von Leysin im Kanton Waadt gelegen. Der Nachbargipfel ist der vier Meter höhere Tour d’Aï.
Tour de Mayen sowie Tour d’Aï sind durch die Seilbahnstation «Berneuse» erschlossen. Von dort beträgt die Wegstrecke rund vier Kilometer, mit 280 Höhenmetern Ab- und 570 Höhenmetern Aufstieg. Auf den letzten 500 Metern des Weges müssen rund 180 Höhenmeter überwunden werden.